# Buša
Buša (domaće planinsko govedo, ilirsko govedo) je hrvatska domaća pasmina goveda. Spada u kratkorožna goveda – Bos brachyeros europeus.

## Uzgoj
Ubraja se u primitivne (ekstenzivne) pasmine goveda. Uzgaja ih se u krajevima u kojima je čovjekov utjecaj na uzgoj vrlo slab, pa ovu pasminu i križance s njom ima za vidjeti u nerazvijenim brdskim, planinskim i krškim područjima južno od Save i Dunava,
u središnjoj i gorskoj Hrvatskoj, kao i uz jadransku obalu.
U BiH rasprostranjena je u Hercegovini.

## Povijest
Znanstveno se pretpostavlja da su još Iliri uzgajali sitno kratkorožno govedo. Kad su Hrvati došli u današnju domovinu, sa sobom su doveli stada drugih vrsta brahicernih govedima iz svoje pradomovine. Po dolasku, ilirska su se goveda križala s ovim brahicernim govedima i danas naša brahicerna goveda su nastala najvjerojatnije iz ovih križanja.

## Tjelesne osobine
Nije detaljno standardizirana. Sitne su grube građe. Greben je visine 100 do 110 cm. Krava je mase od 180 do 250 kg, a bik oko 300 kg. Spada u kasnozrela goveda. Junice se prvi put pripuštaju u dobi od 2 godine. Telad im sitna, okotne težine oko 15 kg. Bušama je plodnost oko 85 do 90%. Ženke su u rasplodu 10 do 12 godina. Životni vijek buša je oko 20 godina. Karakteristične je smeđe gubice, rogovi i papci uvijek su tamni. Koščata je i sitna.

## Gospodarstvo
Ova pasmina rezultat je slabe prehrane i oskudne njege. Zbog toga joj muznost nije veća od 700 do 800 litara mlijeka, no ono je izvrsne kakvoće jer ima 4 do 6% mliječne masti. Laktacija traje oko 8 mjeseci. Randman mesa je oko 55%. Radna snaga buše je skromna no dostatna za potrebe ekstenzivne poljoprivrede svog područja.
Odlično se prilagođava. Premda zimi dosta izgubi na masi, proljeti boljom ispašom sve nadoknadi. Prehrana joj je bila sličnija kozjoj. Hrana joj je bila paša i brst, zimi najčešće od slame i kukuruzovine. Često su im u rano proljeće jedina hrana bile mladice drveća. Skromnih je hranidbenih prohtjeva, izrazito je žilava i otporna i dobre plodnosti i u vrlo lošim životnim uvjetima. Vrlo otporna na zarazne i druge bolesti. Prikladna za iskorištavanje strmih i malih pašnjaka, te skromnih količina zimskih zaliha. Pogodna za pojedinačno držanje u obiteljima koje se bave ekstenzivnim stočarstvomi koje imaju skromne uvjete uzgoja.

## Brojnost
Svrstana je u kategoriju I – visoko ugrožena, s obzirom na efektivnu veličinu populacije, koja je 167,31. Radi zaštite i očuvanja ove pasmine od izumiranja, u Gospiću je 21. siječnja 2005. održana je osnivačka skupština Udruge uzgajivača Buše u Gospiću. Hrvatska poljoprivredna agencija provodi registraciju i obilježavanje grla buše.

## Vanjske poveznice
- (163) Stočarstvo 58:2004 (3) M. Konjačić, A. Ivanković, P. Caput, P. Mijić, D. Franić: Buša u Hrvatskoj, str. 163-177